# Pino Grioni

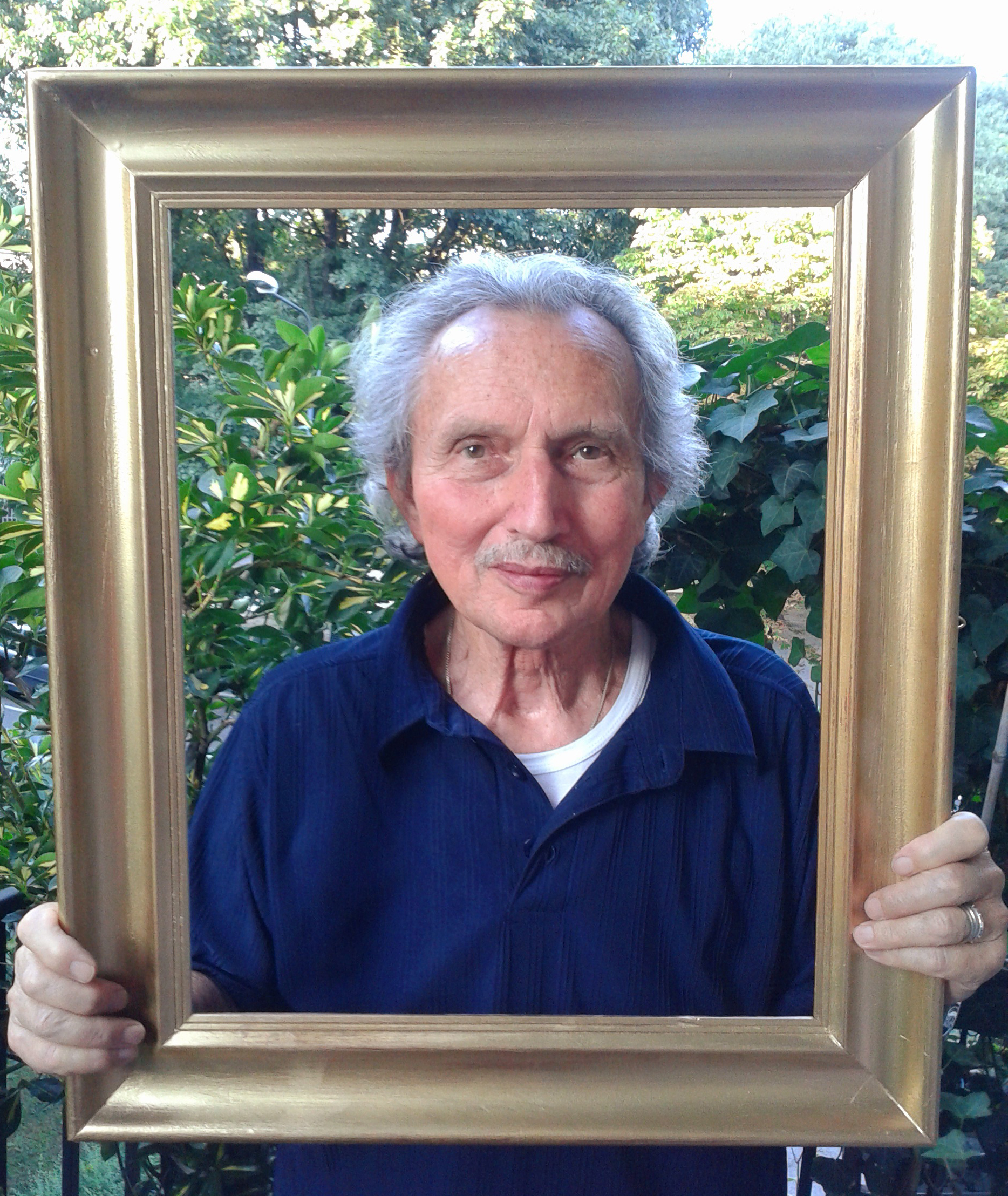
Pino Grioni

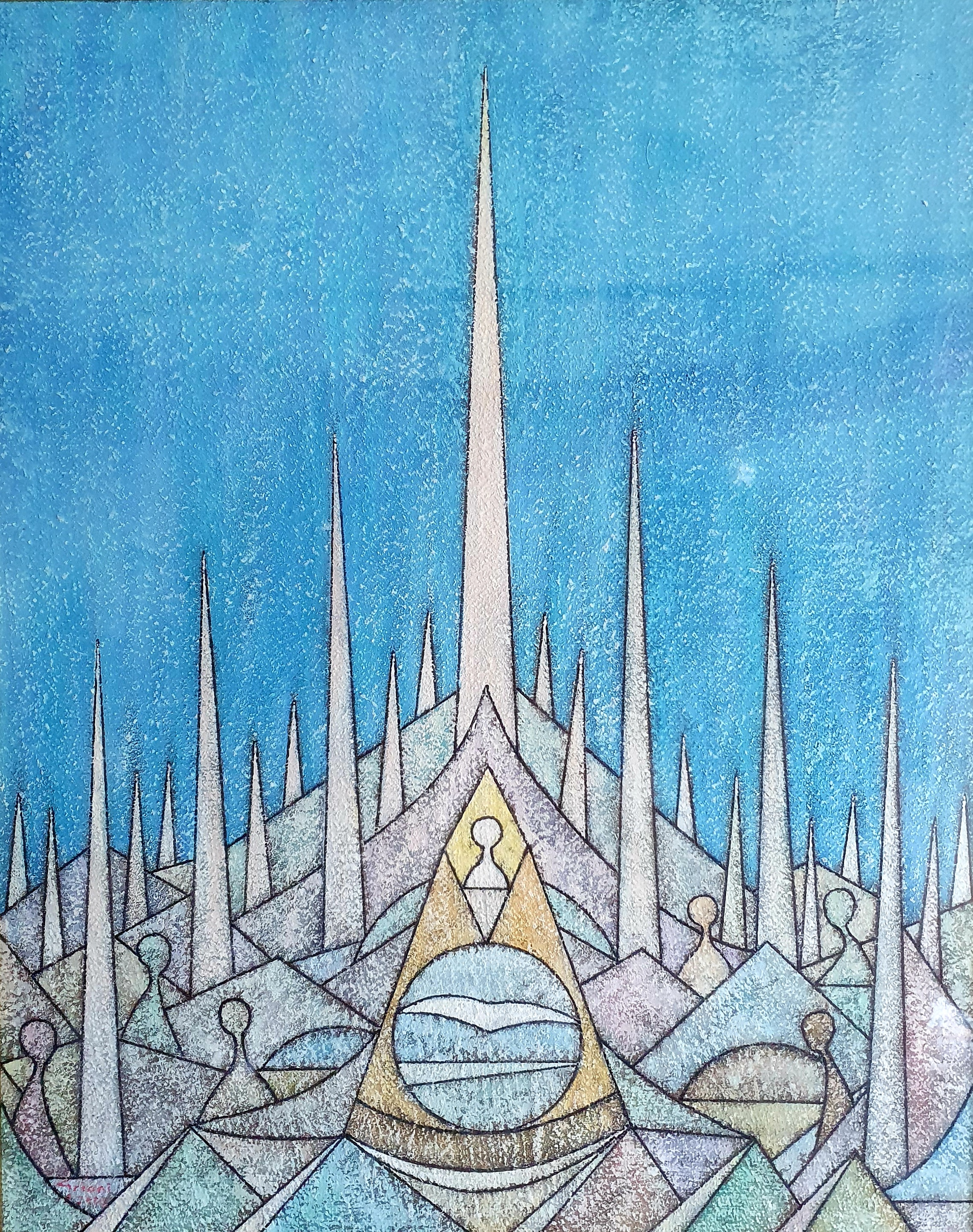
Duomo di Milano

Pino Grioni (Castiglione d'Adda, 10 maggio 1932 – Milano, 30 luglio 2020) è stato un pittore, scultore e ceramista italiano.

## Biografia
Si diploma a Milano presso l'Accademia Cimabue, e svolge la triplice attività di Pittore, Scultore e Ceramista.
Vincitore di tanti premi e riconoscimenti, è posto in grande evidenza nelle più importanti pubblicazioni d'arte, nei dizionari biografici, nelle enciclopedie, negli archivi storici.
Presente in permanenza in diverse Gallerie, le sue opere figurano in collezioni pubbliche e private sia in Italia che all'estero.
In tutta la sua carriera ha all'attivo più di 130 mostre personali in Italia e all'estero: Duomo di Milano, Lugano, Caracas, Città del Messico; e mostre collettive a New York, Londra, Tokyo, Mosca oltre ad aver vinto vari premi e riconoscimenti.
Oltre a dedicarsi alla pittura, scultura e alla ceramica, Grioni ha allestito le vetrate artistiche per la Chiesa di San Nicolao della Flue, al primo Santuario di Nairobi in Kenya e per la chiesa san Giovanni Bosco di Codogno.
Nelle sue opere, traspare tutta la genialità e l'operosità dell'artista, nel suo inconfondibile stile “ruvido” e “sabbioso”.
In ogni lavoro vi è una meditazione particolare su ciò che lo circonda, un significato che poi trasmette sulla tela in una originale figurazione ridotta all'essenziale. 
La maggior parte delle sue ceramiche è stata creata presso le "Ceramiche di San Giorgio", a Albisola Mare.
Come sculture ha prodotte più di 20 sculture di altezza maggiore di 2 metri e più di 30 inferiori ai 2 metri di altezza.
Dal 1969 al 1998 ha partecipato a manifestazioni, biennali e fiere d'arte a Hong Kong, Singapore, Tokyo, Francoforte, Gerusalemme, Barcellona, Dallas, Zhdanov, Basilea, Seychelles.

## Riconoscimenti

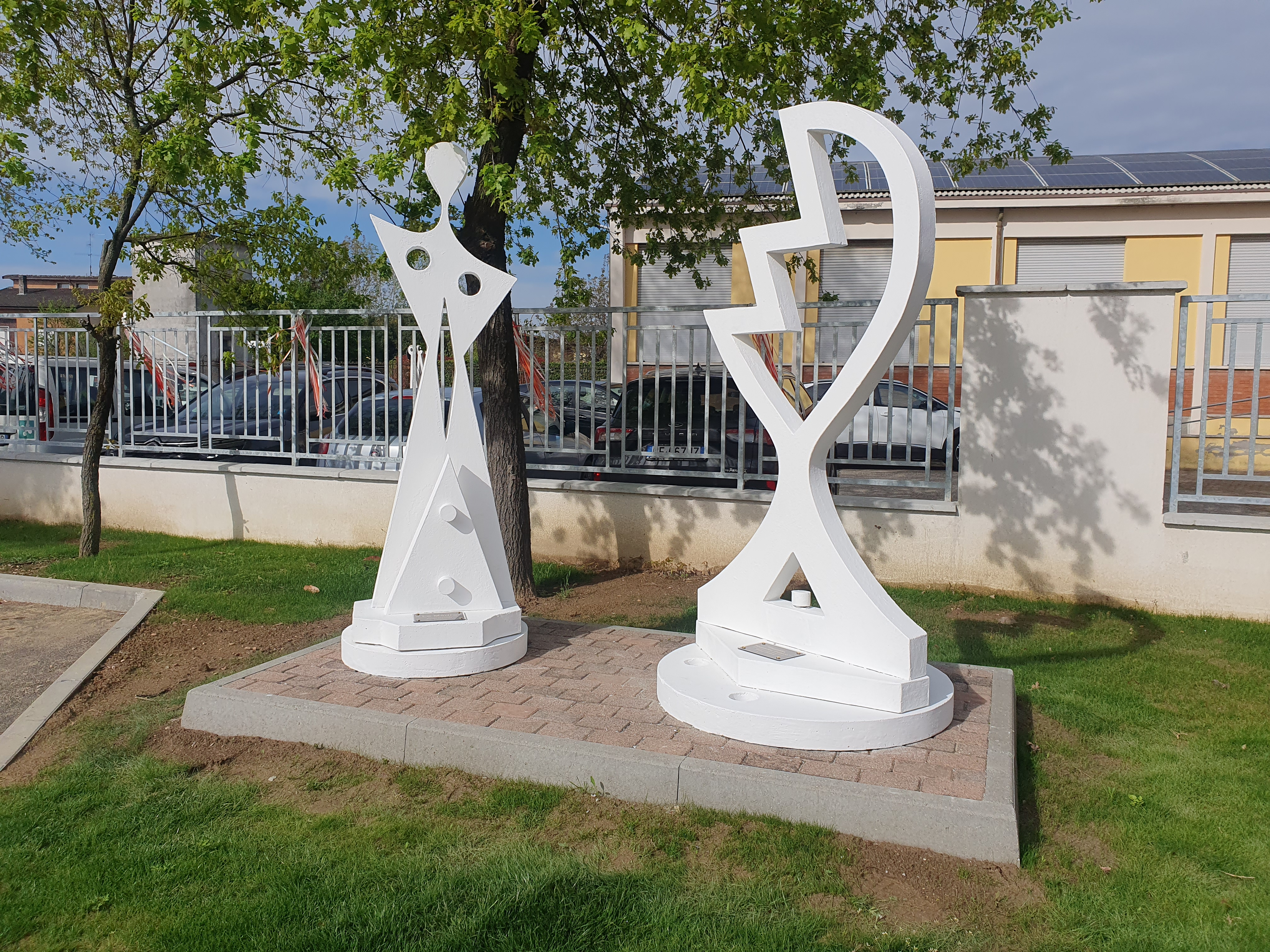
Piazzetta Pino Grioni a Castiglione d'Adda

- In aprile 2023 l'Amministrazione Comunale di Castiglione d'Adda gli dedica la Piazza antistante il Comune

## Premi
- 1969 premio "Grande medaglia d'oro del Senato"
- 1972 Milano - Mik Mak
- 1974 premio a Montecatini Terme "Oscar delle nazioni"
- 1978 premio "La Madonnina" per la Pittura
- 1980 Cannes - Festival del Cinema - Europremio per la pittura
- 2010 Milano - Premio "Isimbardi".[9]

## Medaglie
- 1980: "Medaglia donata al Papa Giovanni Paolo II durante l'incontro con i pittori" (Conio in Oro)[10]
- 1986: "Medaglia ufficiale del VI centenario della fondazione del Duomo di Milano" (Conio Argento e Bronzo)